# Triton på delfin

Triton på delfin (även Triton ridande på en delfin) är en fontänskulptur i Centralbadsparken i Stockholm. Fontänen restes 1923 och är ett verk av skulptören Greta Klemming.
Bronsskulpturen i Centralbadsparkens fontän Triton på delfin är skapad av Greta Klemming, Wilhelm Klemmings dotter, och invigdes 1923. Centralbadet ritades 20 år tidigare av Greta Klemmings far arkitekt Wilhelm Klemming och räknas till hans viktigaste verk. Byggnaden är genomgående komponerad i jugendstilens böljande former och i växtromantikens formideal. Till denna stil ansluter Greta Klemnings triton, som rider på en delfin och blåser i en snäcka, i dammen nedanför simmar karpar och guldfiskar.

## Bilder

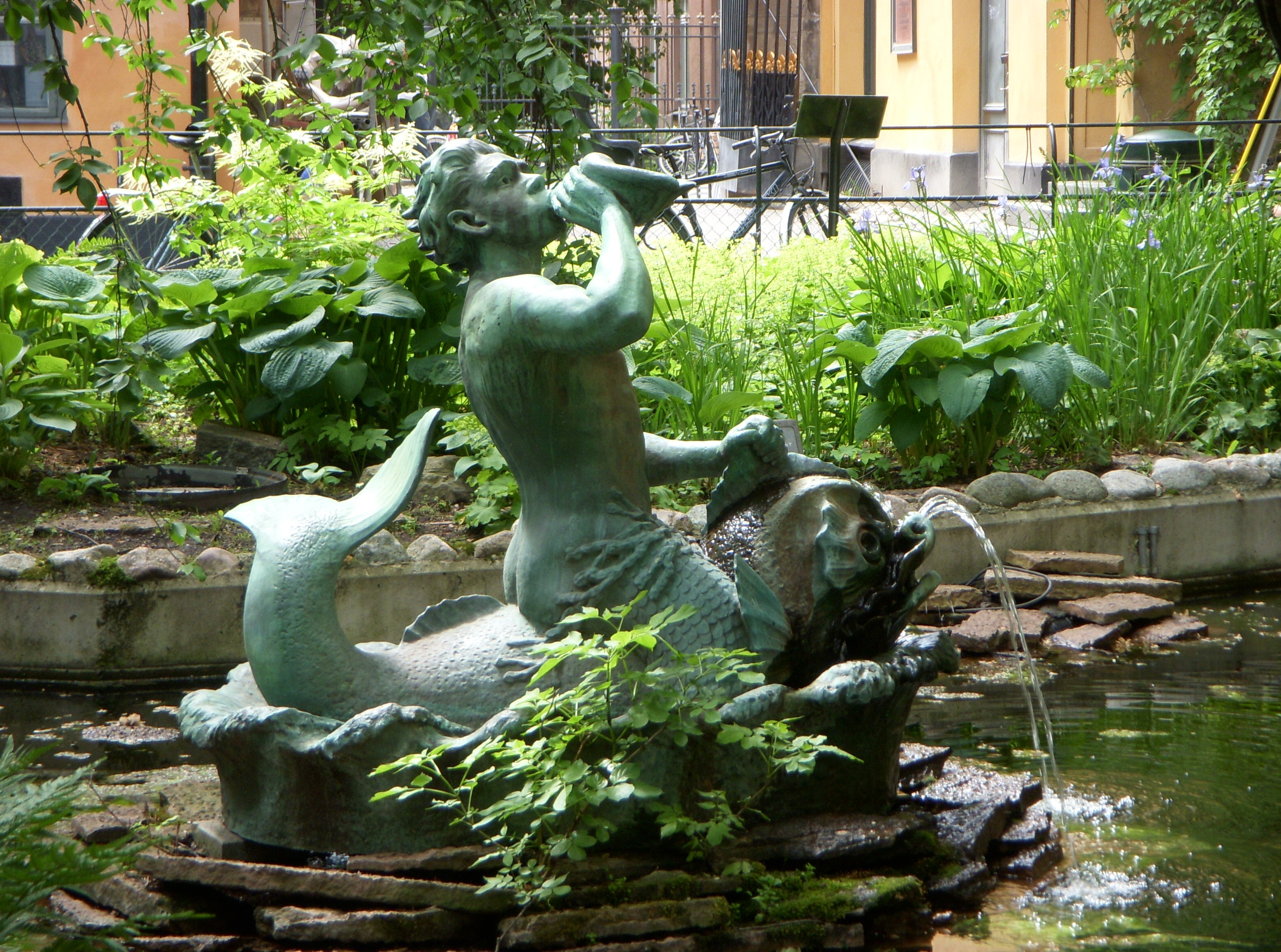
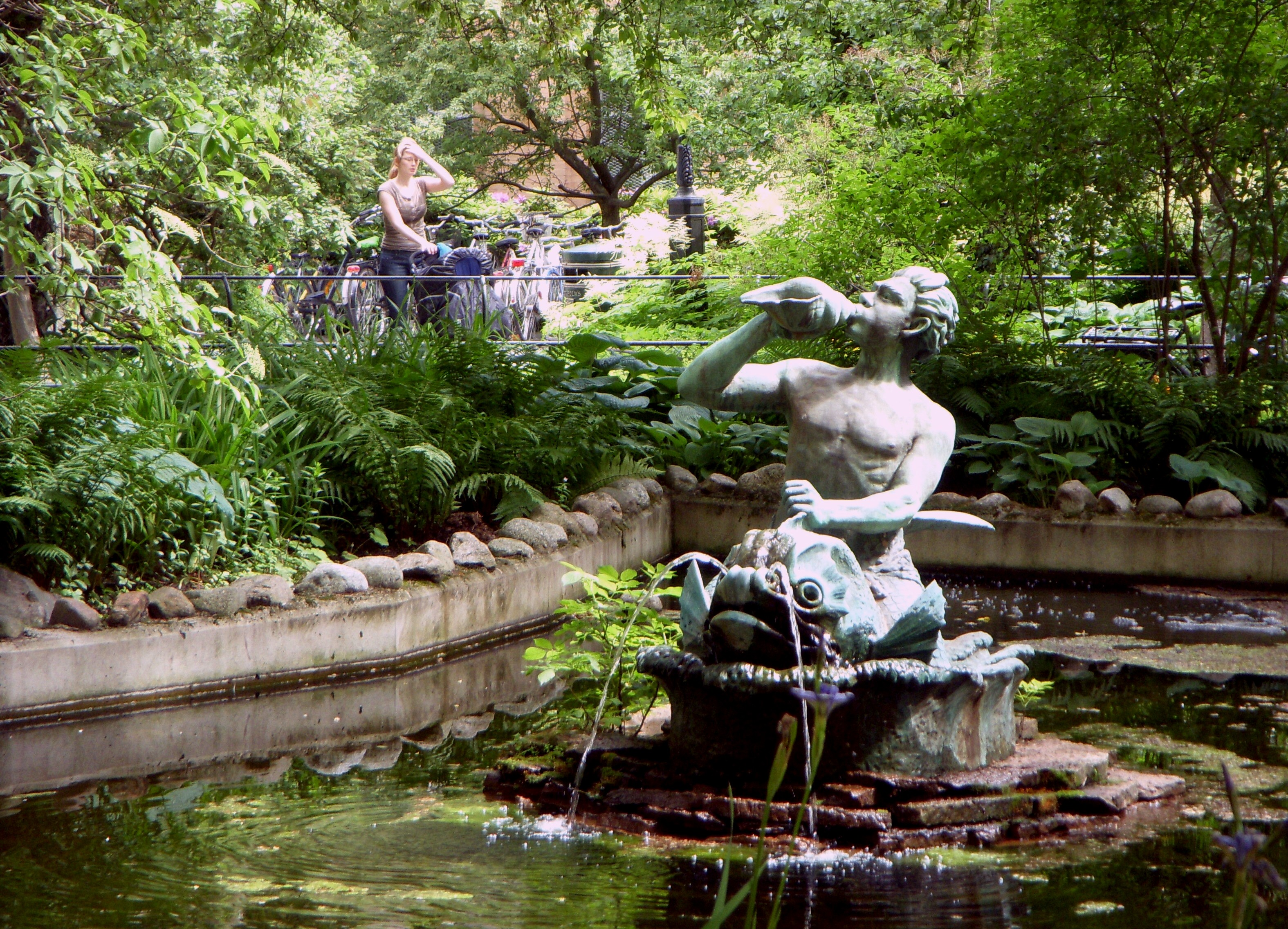
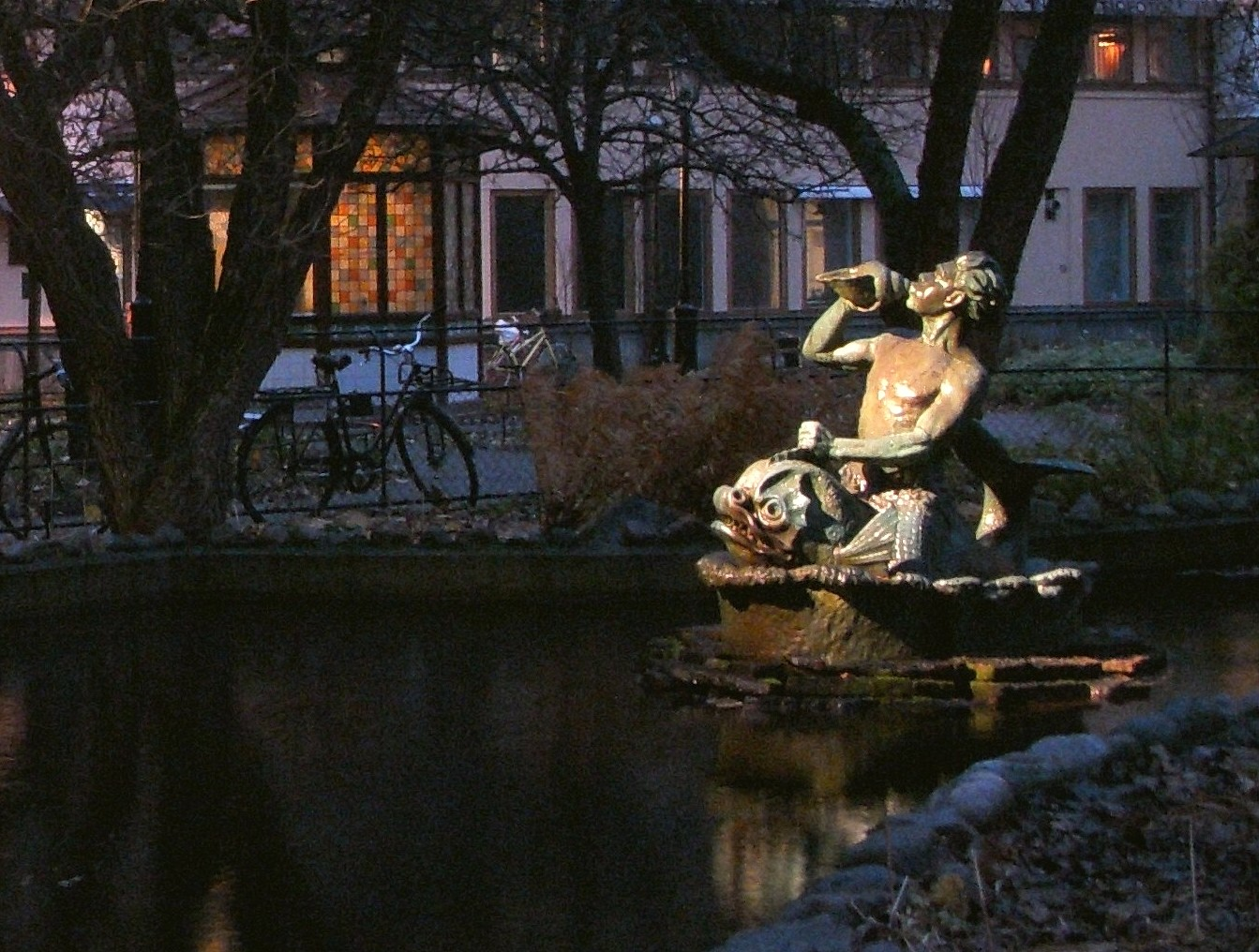